# Assemblea della Serbia e Montenegro
L'Assemblea della Serbia e Montenegro (in serbo Скупштина Србије и Црне Горе?, Skupština Srbije i Crne Gore) è stato il ramo legilsativo della Confederazione serbo-montenegrina.